# Conotrachelus affinis
Conotrachelus affinis (ang. Hickory Nut Curculio) – gatunek chrząszcza z rodziny ryjkowcowatych.

## Zasięg występowania
Występuje we wsch. części USA od Nowego Jorku i Illinois na płn. po Florydę i Teksas na płd.

## Budowa ciała
Osiąga 6-7 mm długości.

## Biologia i ekologia
Żeruje na owocach orzeszników.